# Lokva Rogoznica
Lokva Rogoznica je prigradsko naselje grada Omiša, od kojeg je udaljena 7 km. Nalazi se na istoku Omiške rivijere, podno Omiške Dinare, 30 km od Splita i 25 km od Makarske.

## Stanovništvo
Prema popisu stanovništva iz 2001. godine, Lokva Rogoznica je imala 392 stanovnika, koji se bave turizmom i vinogradarstvom.
| broj stanovnika | 569   | 757   | 704   | 763   | 945   | 911   | 1368  | 1376  | 472   | 448   | 432   | 378   | 318   | 283   | 392   | 397   | 334   |
|                 | 1857. | 1869. | 1880. | 1890. | 1900. | 1910. | 1921. | 1931. | 1948. | 1953. | 1961. | 1971. | 1981. | 1991. | 2001. | 2011. | 2021. |

## Povijest
Prvi pisani dokazi o postojanju naselja sežu iz 1235., kada je donesen statut općine Rogoznice. U njemu se navodi da se sedam plemićkih porodica sa svojim slugama doselilo ovdje oko 1230. godine, na zemlju koju su darovnicom dobili od hrvatsko-ugarskog kralja Bele IV. Žitelji Lokve su se u starim vremenima bavili stočarstvom, ribarstvom, a posebno vinogradarstvom (poznato rogozničko vino).

## Zemljopis
Naselje leži na obroncima omiške Dinare, od Jadranske magistrale do 370 metara nadmorske visine (ispod same planine). Centar mjesta s crkvom nalazi se na 260 metara nadmorske visine. Plaže su šljunčane, a veliki je dio obronaka na kojima se naselje smjestilo ogoljen, zbog brojnih požara u posljednjih 10-ak godina. Prolaskom Jadranske magistrale 1966. godine Lokvari su se počeli spuštati prema moru, gradeći kuće na dotad nenaseljenim dijelovima Lokve Rogoznice: Ruskamenu (u kojem je izgrađen i hotel), Obrižu, Vojskovu, Planom ratu i Ivašnjaku, a dobar dio stanovništva se u potrazi za egzistencijom uputio u obližnji Omiš, veće gradove ili inozemstvo. U starom selu Lokvi ostao je živjeti tek manji dio stanovništva.

## Znamenitosti
- župna crkva Uznesenja Blažene Djevice Marije
- crkvica Svetog Vida iz 13. ili 14. stoljeća na vrhu Omiške Dinare (639 m nadmorske visine), do koje je uređen pješački put idealan za sve uzraste planinara.[4]
- crkva sv. Kuzme i Damjana
- crkva sv. Vida
- Kuća na cesti

## Poznati Lokvari
- Joko Knežević, slikar i kipar

## Vanjske poveznice
- Lokva Rogoznica na stranici TZ Omiš  Arhivirana inačica izvorne stranice od 24. veljače 2010. (Wayback Machine)